# Cabal
„Cabal” este un termen desemnând un număr de persoane, mai mare decât două, asociate împreună, de obicei, pentru a promova punctele de vedere și interesele lor private într-o biserică, stat sau o altă comunitate, de multe ori prin intrigi.
Cabalele sunt societăți secrete, uneori - adeseori, compuse din câteva persoane, precum și, câteodată de manifestări emergente de comportament în societate sau de guvernare din partea unei comunități de persoane care au stabilit o afiliere publică sau de rudenie.